# Menezesita
A Menezesita é um mineral descoberto no Brasil, tendo recebido este nome em homenagem ao mineralogista Luiz Alberto Dias Menezes Filho.
Descrita em 2006 por Daniel Atencio e colaboradores, é o primeiro heteropoliniobato natural já descoberto.

## Detalhes Técnicos
- Local da descoberta: Mina de Jacupiranga, São Paulo.
- Fórmula Ba2MgZr4(BaNb12O42)· 12H2O
- Sistema: Isométrico.
- Dureza: 4.
- Cor: Marrom Avermelhado. [2]